# Círculo Popular de La Felguera
El Círculo Popular de La Felguera fou un club de futbol asturià de la ciutat de Langreo.
El club va ser fundat el 1917. Es seu principal èxit es produí la temporada 1952-53, en la qual ascendí a Segona Divisió, on hi romangué fins 1958, amb el nom La Felguera Siderúrgica Círculo Popular.
L'any 1961 es fusionà amb Racing Club de Sama per formar la Unión Popular de Langreo.

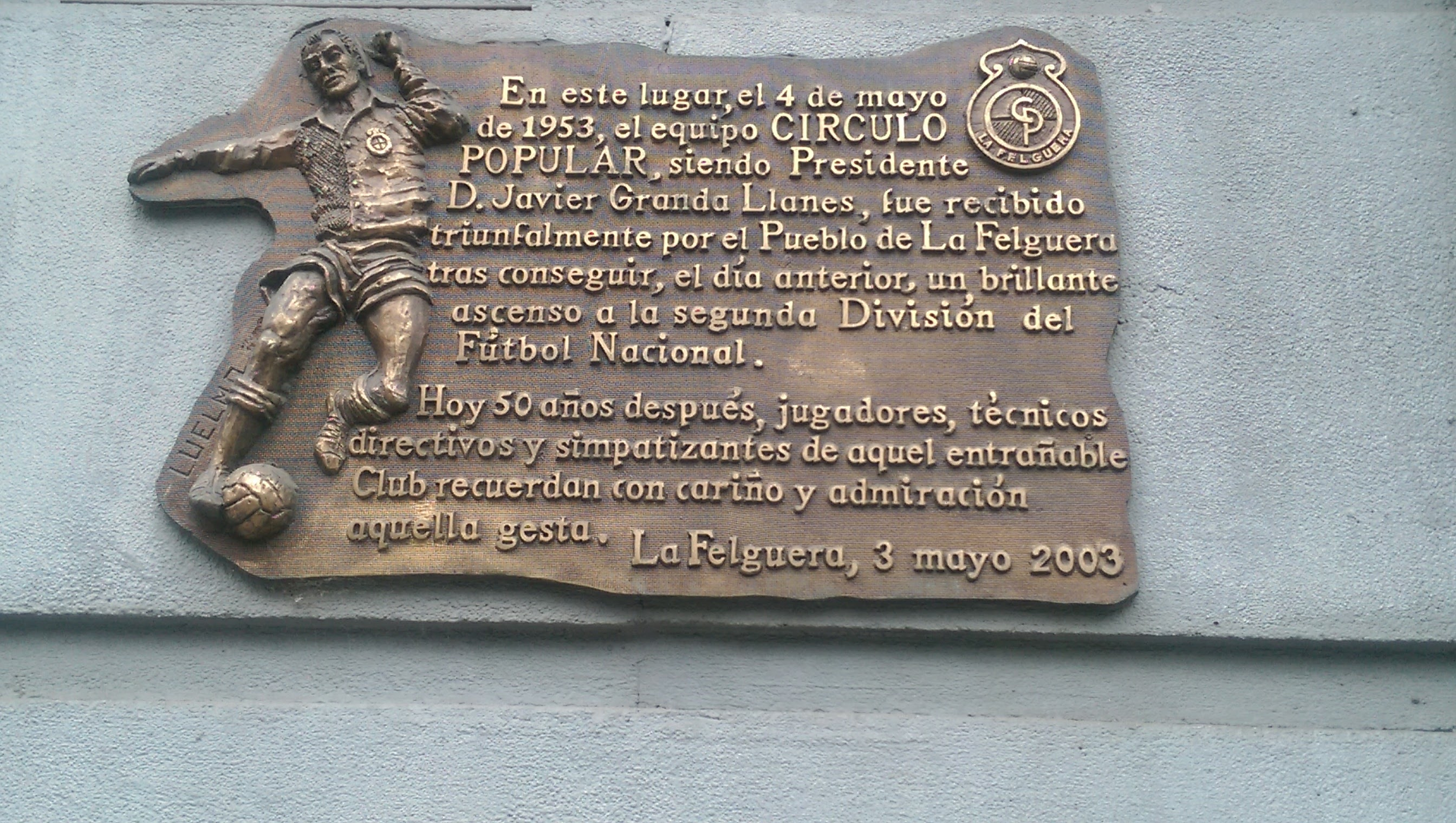
Placa commemorativa de l'ascens a segona divisió.